# Gurban Berdiýew

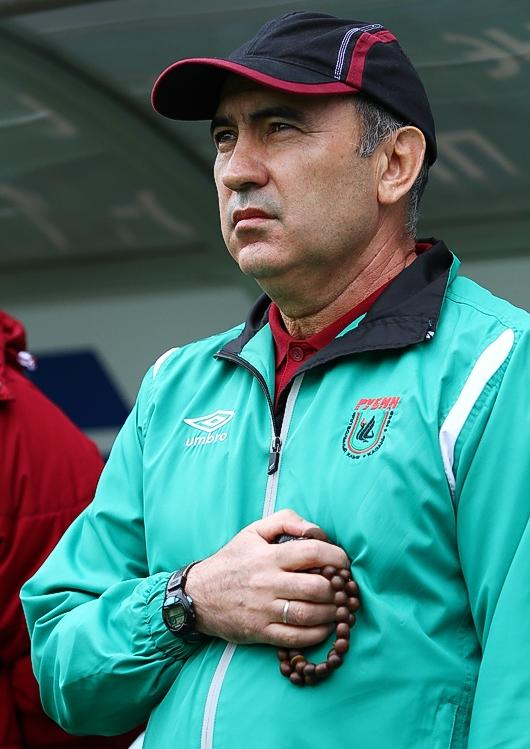
Berdiýew antes de un partido con el Rubin frente al CSKA.

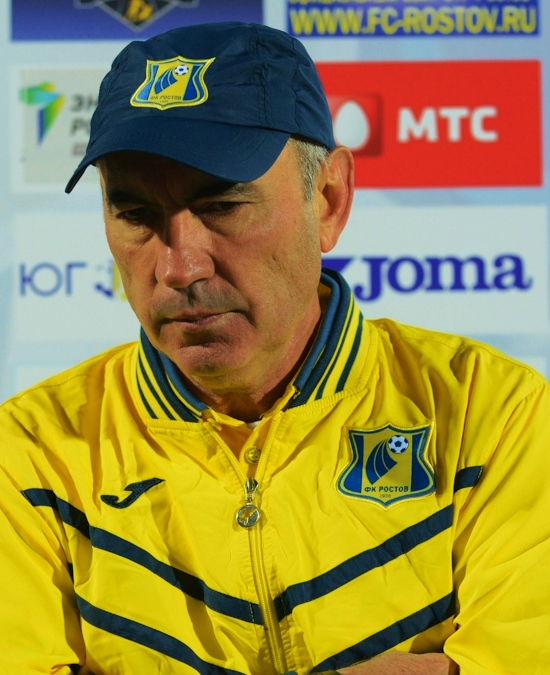
Berdiýew durante su etapa como entrenador del FC Rostov.

Gurban Berdiýew (Asjabad, Turkmenistán, 25 de agosto de 1952), a veces también transcrito como Kurban Berdíev, (en ruso Курбан Бекиевич Бердыев) es un exjugador de fútbol turcomano. Se trata de una de las principales figuras futbolísticas de su país. Se formó en la Universidad Estatal Magtymguly de Turkmenistán (1971-1975), y en la Escuela Superior de Entrenadores de Moscú (1989-1991).
El 20 de diciembre de 2013, finaliza su larga era con el FC Rubin Kazán. Un año después, firmó por el FC Rostov, al que salvó del descenso. En la liga 2015/2016 logró un impensable a priori subcampeonato con el FC Rostov que clasifica al equipo para la próxima edición de la Copa de Europa, siendo esta la mejor clasificación en la historia del club.

## Carrera

### Como jugador
Berdiýew creció en el Kolhozçy Aşgabat donde jugó empezó en la categoría cadete en 1966. Debutó como profesional en 1971.
- Primera División de la URSS (7 temporadas, 155 partidos, 23 goles) – FC Kairat (1977, 1981, 1982, 1984, 1985), FC SKA Rostov-on-Don (1979, 1980). Mejor lugar- 8º con el Kairat (1977, 1984).
- Primera Liga Soviética (7 temporadas, 211 partidos, 32 goles) – Kolhozçy Aşgabat (1971, 1972, 1973, 1974, 1976, 1978), FC Kairat (1983), primer campeonato de liga con el FC Kairat en 1983.
- Segunda Liga Soviética (2 temporadas) – Kolhozçy Aşgabat (1975), FC Rostov (1980); 3º en (1975).

### Como entrenador
- 1986-1989 – FC Khimik Dzhambul  (Segunda Liga Soviética);
- 1991-1992 - FC Taraz (Super Liga de Kazajistán), Subcampeón de Copa - 1992;
- 1993-1994 - Gençlerbirliği (Superliga de Turquía);
- 1994-1995 – FC Kairat (Super Liga de Kazajistán);
- 1996 – FC Caspiy (Super Liga de Kazajistán), 4º lugar, semifinalista de copa;
- 1997-1999 – Nisa Aşgabat (Liga de Turkmenistán), Campeón de copa - 1998, Campeón de liga - 1999.
- 1997-1999 – Selección de fútbol de Turkmenistán;
- 2000-2001 – FC Krystall Smolensk (Primera División de Rusia);
- 2001-2013 – FC Rubín Kazán (entonces en la Primera División de Rusia). Primera División de Rusia Campeón de liga (2002), Liga Premier de Rusia Medalla de bronce (2003), Campeón de la Liga Premier de Rusia 2008 y 2009.
- 2014-2016 – FC Rostov. Subcampeón de la Liga Premier de Rusia 2015-16.
- 2017- – FC Rubín Kazán

Fue en Rubin Kazan donde Berdiýew se hizo un nombre como entrenador al conseguir el ascenso a la Liga Premier de Rusia en 2002, y obtener la medalla de bronce en el año del debut (2003). Dirigió al equipo en dos apariciones en la Copa de la UEFA (2004, 2006) y una vez en la Copa Intertoto (2007). En 2008 y 2009 llevó a su equipo a sus primeros títulos de liga.
Tras abandonar Kazán, firmó por el FC Rostov en diciembre de 2014, un conjunto que deambulaba históricamente por el fondo de la tabla, habiendo descendido dos veces. Lo cogió como colista y acabó logrando la permanencia tras ganar la promoción. En la Liga Premier de Rusia 2015-16 superó la mejor marca histórica del equipo (6º, en 1998) al clasificarlo como subcampeón, y mantenerlo con opciones de título hasta la última jornada. Por este logro, el equipo participará, por primera vez en su historia, en la Copa de Europa.

## Carácter
Berdiyev es conocido como un hombre tranquilo y reservado, que nunca habla de su vida privada y rara vez concede entrevistas. Berdiyev a menudo deja sus vacaciones para continuar su trabajo o búsqueda de nuevos jugadores. Es respetado por sus jugadores y con frecuencia ha sido elogiado por ellos por su profesionalidad. También fue elogiado por su profesionalidad por otros entrenadores. Es un musulmán suní practicante, y después de ganar la Liga Premier de Rusia 2008 con Rubin Kazan se fue a Hajj.
Es asimismo famoso por llevar siempre en sus manos durante los partidos su tasbih.